# 寒澆
寒澆（？—？），一作奡，妘姓，寒氏，名浇，因曾被封于过，又称“过浇”。夏朝東夷伯明氏人，父寒浞為有窮氏首領后羿的宰相。
夏天子太康死后，夏朝的王位经过仲康、相，后羿取代相後，沈迷飲酒畋獵，寒浞發動兵變，殺后羿，自立為王，封子寒澆於過（今山東省萊州市西北）。
相死後，他的一家被浇追杀，几经劫难，只有兒子少康一人逃至有虞氏处（今河南省虞城东北）。有虞氏是原始社会末期中原地区部落首领舜的后裔，首领虞思不忍大禹绝后，便任命少康为庖正（厨官），封于纶（今河南省虞城县东南），并将两个女儿嫁给少康。少康积极聚集力量，有一支五百人的军队，准备复國。他布施尽惠，施展才华，收笼夏朝遗民，安抚夏朝遗臣。
在有鬲氏（今山东省德州市东南）的夏朝遺臣靡集結斟灌氏及斟寻氏二國遺民之力，滅寒浞而立少康為王。少康派女間諜女艾前往寒浇的封地秘密進行侦察，分化瓦解浇的势力，刺探情报。後來藉由打獵的機會，放出獵犬咬死了浇。少康亲率有虞氏大军突然进攻有过氏，有虞氏军一举攻灭有过氏军，为复国打下了基础。
寒澆為人力大，頗善水性，強於水戰，甚至能陸地行舟，故被後世尊為水仙尊王之一。